# Сардарашен
Сардарашен (вірм. Սարդարաշեն), Сардаркенд (азерб. Sərdarkənd) — село у Аскеранському районі Нагірно-Карабаської Республіки. Село розташоване на північний захід від Аскерана, поруч з селами Рев, Норагюх, Храморт та Парух.

## Пам'ятки
- В селі розташована церква Св. Геворга 18 ст., кладовище 17-19 ст., хачкар 12-13 ст., селище «Норшен» 12-19 ст., святиня 19-20 ст., печера «Чнгл».